# Colobomycter pholeter
Colobomycter pholeter è un rettile estinto, appartenente ai procolofonomorfi. Visse nel Permiano inferiore (circa 289 milioni di anni fa) e i suoi resti fossili sono stati ritrovati in Nordamerica.

## Descrizione
Questo animale è noto per materiale cranico, che suggerisce un aspetto molto particolare. Il cranio di Colobomycter è considerato uno dei più enigmatici conosciuti fra quelli dei pararettili, soprattutto a causa della presenza di alcuni denti caniniformi di enormi dimensioni. Questi denti, posizionati sulla premascella e sulla parte anteriore della mascella, erano dotati di margini seghettati. In particolare, la lunghezza della zanna nella premascella era più della metà dell'altezza dell'intero cranio. Questo estremo allungamento delle zanne anteriori è sconosciuto negli altri rettili del Paleozoico (Modesto e Reisz, 2008). Colobomycter era inoltre dotato di un'insolita piega della dentina alla base dei suoi denti marginali più grandi, uno stato noto come poliplicodonte (questa condizione si è evoluta indipendentemente nei diadectomorfi, negli ittiosauri e nei mosasauri). Il cranio di Colobomycter era lungo circa 7-8 centimetri.

## Classificazione
Colobomycter venne descritto per la prima volta nel 1958 e venne inizialmente attribuito ai sinapsidi, in particolare ai pelicosauri, tra cui si trovano gli antenati dei mammiferi. Tuttavia, la scoperta di nuovo materiale e il riesame dell'olotipo ha portato a una riclassificazione, nell'ambito dei rettili (Laurin e Reisz, 1989). Successive analisi hanno determinato che Colobomycter era un membro dei pararettili, e che probabilmente era strettamente imparentato con Acleistorhinus (Modesto e Reisz, 1999; 2008), all'interno della famiglia Acleistorhinidae.

## Paleoecologia
I fossili di Colobomycter provengono tutti da una medesima località, la Cava Dolese Brothers nei pressi di Richard's Spur a 11 chilometri da Fort Sill (Contea Comanche, Oklahoma), risalente al primo Kunguriano. Questo sito comprende un deposito di riempimenti di fessura con una fauna unica di altipiani. Altri animali ritrovati in questo sito comprendono anfibi lepospondili e temnospondili, l'antracosauro Seymouria, rettili protorotirididi e sinapsidi.
Secondo lo studio di Modesto e Reisz (2008) Colobomycter si cibava principalmente di insetti dal carapace duro e di altri artropodi. È possibile che si cibasse anche di altri vertebrati, tra cui piccoli anfibi e rettili.